# Slovenský institut
Slovenský institut (Slovenský inštitút) je kulturní instituce Slovenské republiky, jejímž zřizovatelem je Ministerstvo zahraničních věcí Slovenské republiky. Jeho posláním je rozvoj a podpora slovenského jazyka a kultury v zahraničí a zlepšení mezinárodních kontaktů. První institut byl otevřen v roce 1994 ve Vídni, následovaly Berlín (1997), Moskva (1998), Řím (2000) a Paříž (2001). Dnes je v provozu osm Slovenských institutů.

## Seznam institutů
- Česko – Praha [1]
- Francie – Paříž [2] (Slovenský institut v Paříži)
- Itálie – Řím [3]
- Maďarsko – Budapešť [4]
- Německo – Berlín [5]
- Polsko – Varšava [6]
- Rakousko – Vídeň [7]
- Rusko – Moskva [8]